# Municipio de Harlan (condado de Decatur)
El municipio de Harlan (en inglés, Harlan Township) es un municipio del condado de Decatur, Kansas, Estados Unidos. Tiene una población estimada, a mediados de 2022, de 35 habitantes.
Abarca una zona exclusivamente rural.

## Geografía
Está ubicado en las coordenadas 39°56′53″N 100°20′59″O / 39.94806, -100.34972. Según la Oficina del Censo, tiene una superficie total de 92.32 km², de los cuales 92.28 km² corresponden a tierra firme y 0.04 km² están cubiertos de agua.

## Demografía
Según el censo de 2020, en ese momento había 31 personas residiendo en la zona. La densidad de población era de 0.3 hab./km². El 87.10 % de los habitantes eran blancos, el 6.45 % eran asiáticos y el 6.45% eran de una mezcla de razas. No había hispanos o latinos viviendo en la región.